# Campionato del mediterraneo di scherma 2008
Il Campionato del mediterraneo di scherma del 2008 ("2008 Mediterranean Fencing Championships") è stato organizzato dalla Confederazione europea di scherma e si è svolto a Tunisi in Tunisia dal 27 al 30 giugno.
Nella categoria juniores del fioretto, si sono aggiudicati i titoli di campione e campionessa del mediterraneo l'egiziano El Sayed, che ha battuto in finale il portoghese Alvaro Noite, e la tunisina Ines Boubakri, che ha avuto la meglio sull'italiana Gaia Fratini. Nella categoria cadetti del fioretto hanno trionfato l'italiano Francesco Trani, che ha sconfitto in finale il portoghese Pedro Macedo, e l'italiana Irene Provinciali, che ha battuto all'ultimo incontro la francese Camille Soquet-Bressand.
Nella spada il neo-campione e la neo campionessa juniores sono stati il turco Mert Uzunay, che ha battuto in finale l'egiziano Alaaeldin Abouelkassem, e l'italiana Rossella Fiamingo, che ha superato la connazionale Brenda Briasco. Nella categoria cadetti hanno vinto l'italiano Gabriele Bino, che ha battuto in finale l'egiziano Ayman Fayez, e l'italiana Brenda Briasco, che ha sconfitto la connazionale Rossella Fiamingo.
Infine, nella competizione di sciabola della categoria juniores, hanno trionfato l'italiano Riccardo Nuccio, superando l'iberico Alvaro Lopez-Mendez, e la tunisina Imene Ben Chaabane, che ha sconfitto l'italiana Caterina Navarria. Nella sciabola cadetti hanno vinto il titolo mediterraneo, l'italiano Riccardo Nuccio, che ha sconfitto l'iberico Lopez, e l'italiana Caterina Navarria, che ha battuto la francese Julie Laufer.

## Podi

### Juniores

#### Uomini
| Specialità  | Oro             | Argento                | Bronzo                          |
| Individuali |                 |                        |                                 |
| Fioretto    | El Sayed        | Alvaro Noite           | Frederico Barata Mino Simone    |
| Spada       | Mert Uzunay     | Alaaeldin Abouelkassem | Lorenzo Bruttini Diogo Teixeira |
| Sciabola    | Riccardo Nuccio | Alvaro Lopez-Mendez    | Abdelghafour Manad              |

#### Donne
| Specialità  | Oro                | Argento           | Bronzo                       |
| Individuali |                    |                   |                              |
| Fioretto    | Ines Boubakri      | Gaia Fratini      | Anissa Khelfaoui Haifa Jabri |
| Spada       | Rossella Fiamingo  | Brenda Briasco    | Sarra Besbes El Sayed        |
| Sciabola    | Imene Ben Chaabane | Caterina Navarria | Martina D’Andrea Azza Besbes |

### Cadetti

#### Uomini
| Specialità  | Oro             | Argento      | Bronzo                             |
| Individuali |                 |              |                                    |
| Fioretto    | Francesco Trani | Pedro Macedo | Mino Simone Joao                   |
| Spada       | Gabriele Bino   | Ayman Fayez  | Lorenzo Bruttini Maya              |
| Sciabola    | Riccardo Nuccio | Lopez        | Niccolò Marinari Ibrahim Ahmet Ant |

#### Donne
| Specialità  | Oro               | Argento                 | Bronzo                     |
| Individuali |                   |                         |                            |
| Fioretto    | Irene Provinciali | Camille Soquet-Bressand | Gaia Fratini Haifa Jabri   |
| Spada       | Brenda Briasco    | Rossella Fiamingo       | Lauren Rembi Tončica Topić |
| Sciabola    | Caterina Navarria | Julie Laufer            | Martina D’Andrea Rodriguez |

## Medagliere
| Pos.   | Nazione    | Oro | Argento | Bronzo | Totale |
| ------ | ---------- | --- | ------- | ------ | ------ |
| 1      | Italia     | 8   | 4       | 8      | 20     |
| 2      | Tunisia    | 2   | 0       | 4      | 6      |
| 3      | Egitto     | 1   | 2       | 3      | 6      |
| 4      | Turchia    | 1   | 0       | 1      | 2      |
| 5      | Portogallo | 0   | 2       | 3      | 5      |
| 6      | Francia    | 0   | 2       | 2      | 4      |
| 7      | Spagna     | 0   | 2       | 1      | 3      |
| 8      | Croazia    | 0   | 0       | 1      | 1      |
| 8      | Algeria    | 0   | 0       | 1      | 1      |
| Totale | Totale     | 12  | 12      | 24     | 48     |